# Beffroi de l'hôtel de ville de Lille
Le beffroi de l'hôtel de ville de Lille, inauguré en 1932, est le plus haut beffroi civil d'Europe. Le projet de sa construction résulte de la destruction de l'ancien hôtel de ville lors de la Première Guerre mondiale.
Il est accolé à l'hôtel de ville et forme un ensemble architectural à la fois massif pour l'hôtel de ville, et fin et élancé pour son beffroi ; l'ensemble a été conçu par l'architecte Émile Dubuisson. Pour des raisons de disponibilités foncières et de choix politique, le bâtiment a été construit dans l'ancien quartier Saint-Sauveur, légèrement décentré par rapport au centre-ville de l'époque. Le beffroi est en brique rouge et béton « façon pierre sculptée » mélangeant ainsi Art déco et architecture néo-flamande, la brique rouge répondant au vert des platanes qui entourent le bâtiment. Ce beffroi moderne ne contient pas de cloches ou de carillon.  
Il culmine à 104 m de hauteur, affirmant ainsi pour l'époque la puissance politique et commerciale de la ville après les destructions liées à la première Guerre mondiale. Le beffroi de Lille est également le plus haut bâtiment municipal de France.
Ce site, classé monument historique et inscrit au Patrimoine mondial de l'UNESCO, est desservi par la station de métro Mairie de Lille et son ascension est accessible au public (il est équipé d'un ascenseur).

## Les prédécesseurs
Le beffroi de l'hôtel de ville a été précédé par le beffroi de la halle échevinale de Lille démoli en 1601 et par l'ancien beffroi de la mairie de Lille au Palais Rihour construit en 1826 et démoli en 1856.
Le beffroi de la chambre de commerce, de style néo-flamand, lui est antérieur de quelques années.

## Le parti pris architectural
Il est celui d'un mélange original du style Art déco, très en vogue dans les années 1920, et d'éléments d'architecture régionaliste néo-flamande et néo-lilloise. On peut y voir l'influence de la « travée lilloise » qui caractérise les maisons du XVIIe siècle dans la vieille ville. 
Il utilise les techniques les plus modernes de son temps, c'est le premier bâtiment en béton armé de cet ordre de grandeur construit en France, bien que ce ne soit pas un immeuble de bureaux contrairement aux gratte-ciels américains contemporains. Le haut beffroi domine un ensemble de grandes salles caractérisées par des plafonds très hauts et de vastes espaces intérieurs. À sa base, se trouvent les statues de Lydéric et Phinaert, représentation des deux géants de la légende de la fondation de la ville, sculptés par Carlo Sarrabezolles en taille directe dans le béton en prise, technique nouvelle dont ce sculpteur est l'initiateur.
Surnommé gratte-ciel en Flandre par les Lillois lors de son inauguration, il reste aujourd'hui, avec ses 400 marches, le bâtiment municipal le plus élevé de France. Les deux autres beffrois de Lille, celui de la Chambre de commerce et, depuis fin 2005, celui du nouveau siège du Conseil régional des Hauts-de-France lui répondent, dans la continuité de la tradition flamande des beffrois municipaux.

## Tour d'émission audiovisuelle
Ce point élevé fut mis à profit pour y placer des antennes, qui ont notamment permis des opérations test ou pionnières :
- 25 avril 1950 : inauguration par le ministre Pierre-Henri Teitgen de la 1re télévision et émission « régionale » de France ; Télé-Lille est installée dans le beffroi pour sept ans, avant de devenir France 3 et de migrer au 36 boulevard de la Liberté, dans une maison dédiée depuis 1933 à la radio ;
- juillet 1951 : naissance de la première liaison hertzienne Paris-Lille avec deux relais ; le journal télévisé est diffusé dans la capitale régionale vingt-quatre heures après sa diffusion parisienne ;
- novembre-décembre 1951 : un studio de 55 m2 et une régie sont installés dans le beffroi ;
- 2 juin 1953 : le couronnement de la reine d'Angleterre Élisabeth II est retransmis grâce au beffroi, dont le studio accueillera aussi le nodal de l'Eurovision.

## Tour phare
Le beffroi a été conçu surmonté d'un phare tournant (1 000 watts aujourd’hui) dont le rayon d'action est perceptible à près de 30 km de distance par nuit noire. Symbole du rayonnement de la capitale, et peut-être également de sa vigilance dans le contexte des années 1930 où l'on se prépare déjà à une nouvelle guerre, le phare éclaire le ciel de Belgique et peut se voir jusqu'à la mer du Nord.
Son éclairage a été entièrement revu à la fin des années 1990, ainsi que celui d'autres grands monuments lillois. S'il a pu être apprécié pour ses qualités esthétiques, sa première version l'a moins été pour sa contribution au halo lumineux, ainsi que pour sa contribution à une pollution lumineuse déjà importante dans cette région. Modulable, il s'est fait un peu plus discret, mais il contribue aux nuisances lumineuses qui gênent l'observation astronomique dans la conurbation et ses environs.
La municipalité a dans les années 2000 entamé un important travail de maitrise de l'éclairage et d'économies d'énergie concernant l'éclairage public, qui contribue à fortement diminuer le halo lumineux (35 % d'économies en 2005/2006, pour un éclairage plus performant et sûr).

## Support de communication
Le beffroi orne de nombreuses cartes postales et documents municipaux et régionaux. 
Le « beffroi de Lille » peut aussi dans le langage journalistique local ou national signifier la municipalité, au sens électoral du terme.
Il orne, avec d'autres monuments, une médaille de la Monnaie de Paris à l'effigie de Lille (34 mm de diamètre, tranche cannelée, 16 grammes).

## Protection

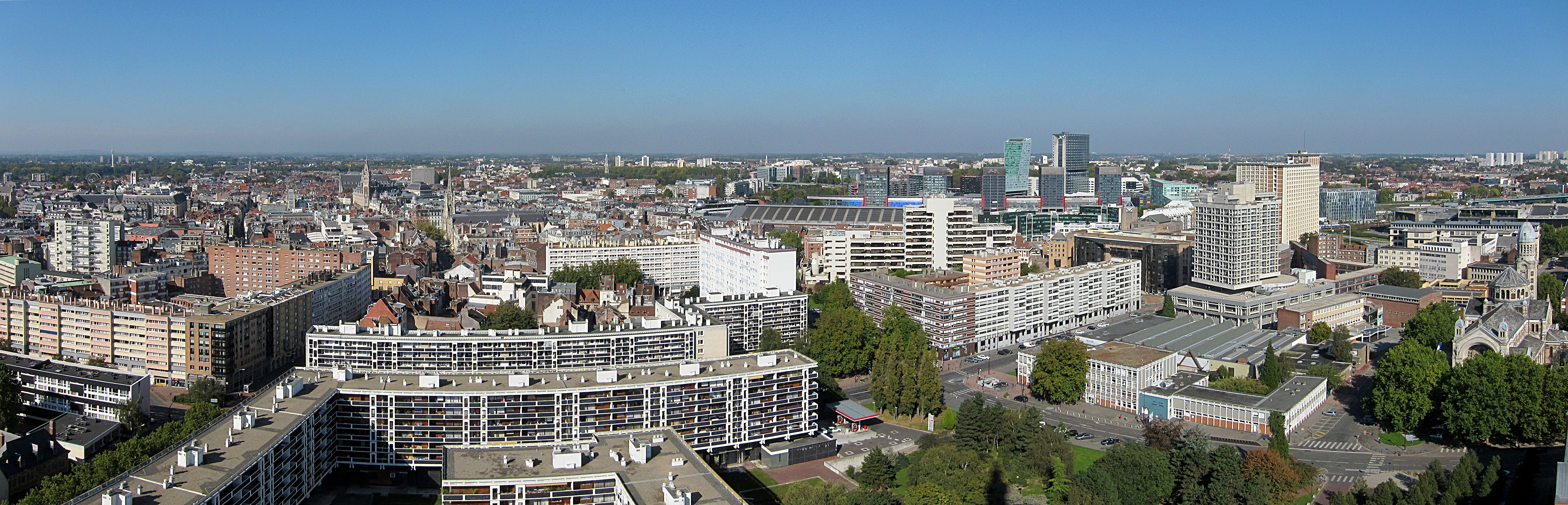
Vue sur le centre et le vieux Lille depuis le beffroi

Il est classé Monument Historique en 2002 et le beffroi de Lille est l'un des vingt-trois beffrois des Hauts-de-France qui ont été inscrits, le 10 juillet 2005, sur la liste du patrimoine mondial de l'Unesco.
Depuis le 3 août 2010, le beffroi peut être visité en visites libres mais payantes de 10 h à 13 h et de 14 h à 17 h 30. 
Un audio-guide permet de suivre la visite avec des jumelles pour découvrir la ville de Lille à 360°.